# 星の種族

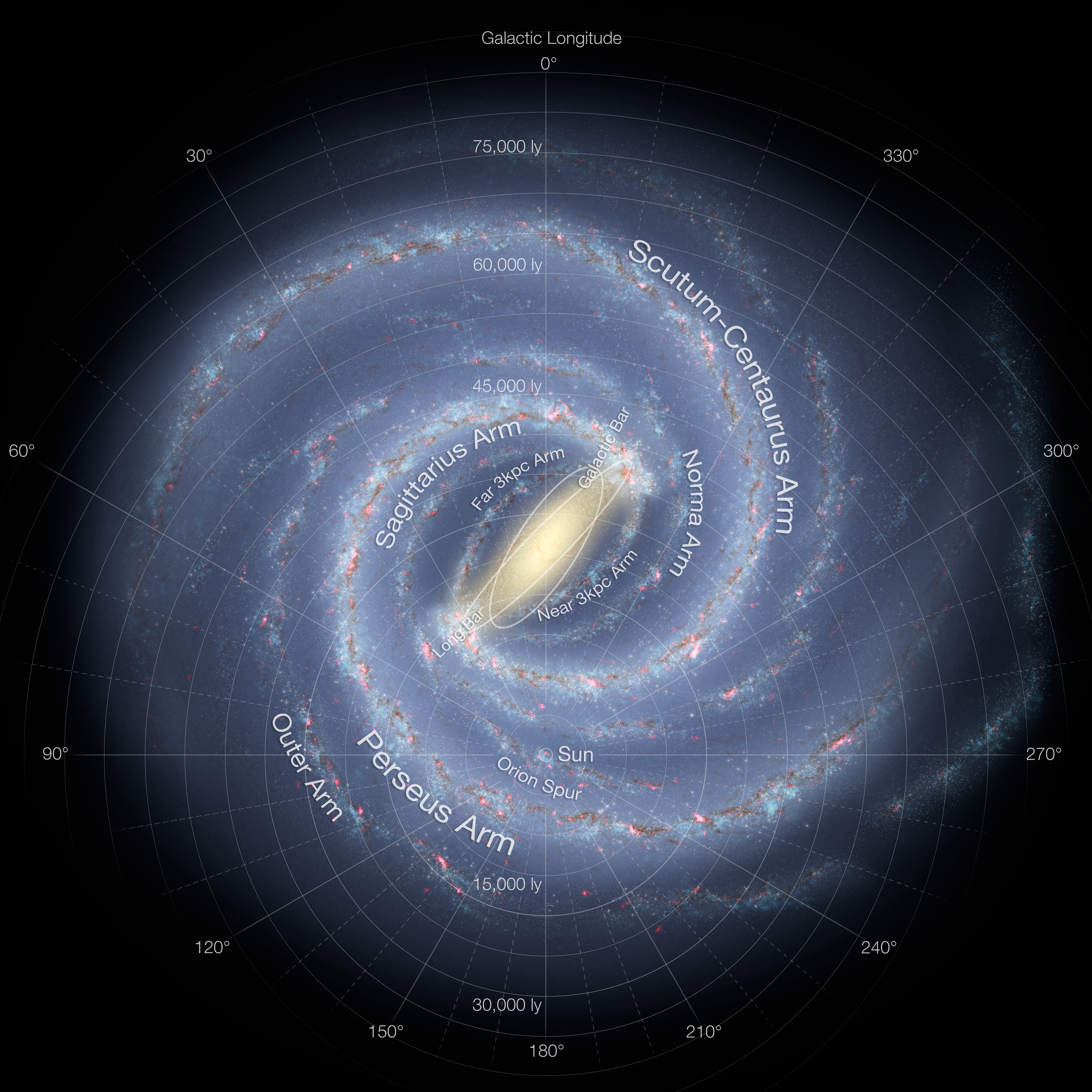
バーデによる一般的な種族のカテゴリを示した銀河系の渦状構造の想像図。渦状腕の中の青い領域はより若い種族Iの恒星からなる一方、中心のバルジの中の黄色い恒星は年老いた種族IIの恒星である。実際には、多くの種族Iの恒星はより年老いた種族IIの恒星に混じって発見されている。

星の種族（ほしのしゅぞく、英: stellar population）とは、星の分類の一種である。ドイツの天文学者ウォルター・バーデが1944年に提唱した。なおバーデによる論文の概要では、銀河系内の恒星に2つの種族が存在することは、早くとも1926年にはヤン・オールトが着想していたことが言及されている。バーデは、青っぽい恒星は銀河系の渦状腕に強く関連して存在しており、黄色い恒星は銀河系の中心部のバルジ付近と球状星団に主に存在していることに気が付いた。この2つの主要な分類は種族I (英: population I) と 種族II (英: population II) と定義され、また1978年には別の新たな分類として種族III (英: population III) が追加された。これらの分類はしばしば、Pop I、Pop II、Pop III と略記される。
種族の間には、個々の観測された恒星のスペクトルの間に大きな違いが発見されている。これらの違いは非常に重要であり、おそらくは星形成や観測された運動学、恒星の年齢、そして場合によっては渦巻銀河や楕円銀河双方の銀河の進化と関連している可能性があることが後に示された。これらのシンプルな3つの種族の分類は、恒星の化学組成や金属量によって行われる。
定義により、それぞれの種族は金属の含有量が減少するにつれて年齢が古くなる傾向を示す。したがって、金属量が非常に低い宇宙で最初の恒星は種族III、金属量が低い年老いた恒星は種族II、そして金属量が多い最近の恒星は種族Iとみなされる。太陽は 1.4% という比較的高い金属量を示す最近の恒星であり、種族Iとみなされる。なお天体物理学の文脈では、酸素などのような化学的には非金属である元素も含む、ヘリウムよりも重い元素を総称して「金属」と呼び、金属水素は金属扱いされない。
I, II という番号付けの順序とは裏腹に、星の年齢は種族IIの方が種族Iの星よりもずっと古い。これは天文学における歴史的事情による。星の種族構成が最初に調べられた頃には、ある種の星がなぜ他の星々に比べて金属量が少ないのか、その理由が分かっていなかったからである。この番号付けをさらに過去に延長し、種族IIよりも前の宇宙誕生後に初めて形成されたと考えられる初代星を種族IIIと呼ぶようになった。

## 恒星の金属量の進化
恒星のスペクトルの観測からは、太陽より年老いた恒星は太陽に比べて重元素が少ないことが明らかになっている。このことは直ちに、恒星の進化の過程で恒星の世代が経過するに連れて金属量が進化してきたことを示唆する。

### 初代星の形成
現在の宇宙論モデルでは、ビッグバンで形成されたすべての物質は大部分が水素 (75%) とヘリウム (25%) であり、リチウムやベリリウムなどのその他の軽元素は極めてわずかな割合しか存在しなかったと考えられる。宇宙が十分に冷却した段階で、初代星は他の重元素の混入が無い状態で種族IIIの恒星として誕生する。恒星を作る物質に重元素が含まれないことはその恒星の構造に影響を及ぼし、そのため初代星の質量は太陽の数百倍になったのではないかと推測されている。その後これらの大質量の恒星は非常に急速に進化し、元素合成過程によって最初の26種類の元素 (周期表における鉄まで) が生成される。
多くの理論的な恒星モデルでは、大部分の大質量の種族IIIの恒星は核融合を起こすための燃料を急速に使い果たし、極めて高エネルギーの対不安定型超新星を引き起こすだろうということが示されている。この爆発によって恒星の物質は完全に分散し、金属が星間物質へと放出され、後の世代の恒星に含まれることになったと考えられる。これらの恒星が急速に進化して破壊されるということは、銀河系内では大質量の種族IIIの恒星は観測が不可能であることを示唆する。しかし、赤方偏移が大きい遠方の銀河からの光は宇宙の歴史の初期に放射されたものであり、これらの銀河中には種族IIIの恒星が観測できる可能性がある。種族IIIの恒星はこれまでに発見されていないものの、太陽よりわずかに小さい、極めて金属量が少ない恒星としては非常に小さい恒星が銀河系内の渦状腕の連星系 2MASS J18082002−5104378 に発見されている。この発見は、さらに年老いた恒星が銀河系内で観測される可能性を開くものである。
対不安定型超新星を引き起こすには重すぎる恒星は、光崩壊として知られる過程を経てブラックホールへと崩壊するだろうと考えられている。このときにいくらかの物質は宇宙ジェットの形で恒星から脱出し、宇宙空間に最初の金属が分配されたと考えられる

### 観測可能な恒星の形成
観測されている中で最も年老いた恒星は種族IIとして知られ、非常に低い金属量を持つ。後の世代になるにつれて、前の世代の恒星が生成した金属が豊富に含まれる宇宙塵がガス雲の中に含まれることになるため、金属の多い恒星となっていく。これらの恒星が死ぬと、惑星状星雲や超新星を介して金属が豊富な物質を星間物質へと供給し、新しい恒星が形成された星雲の金属量をさらに増加させる。したがって、太陽を含むこれらの最も若い世代の恒星は最も金属量が多く、これらは種族Iの恒星として知られる。

## バーデによる分類

### 種族I

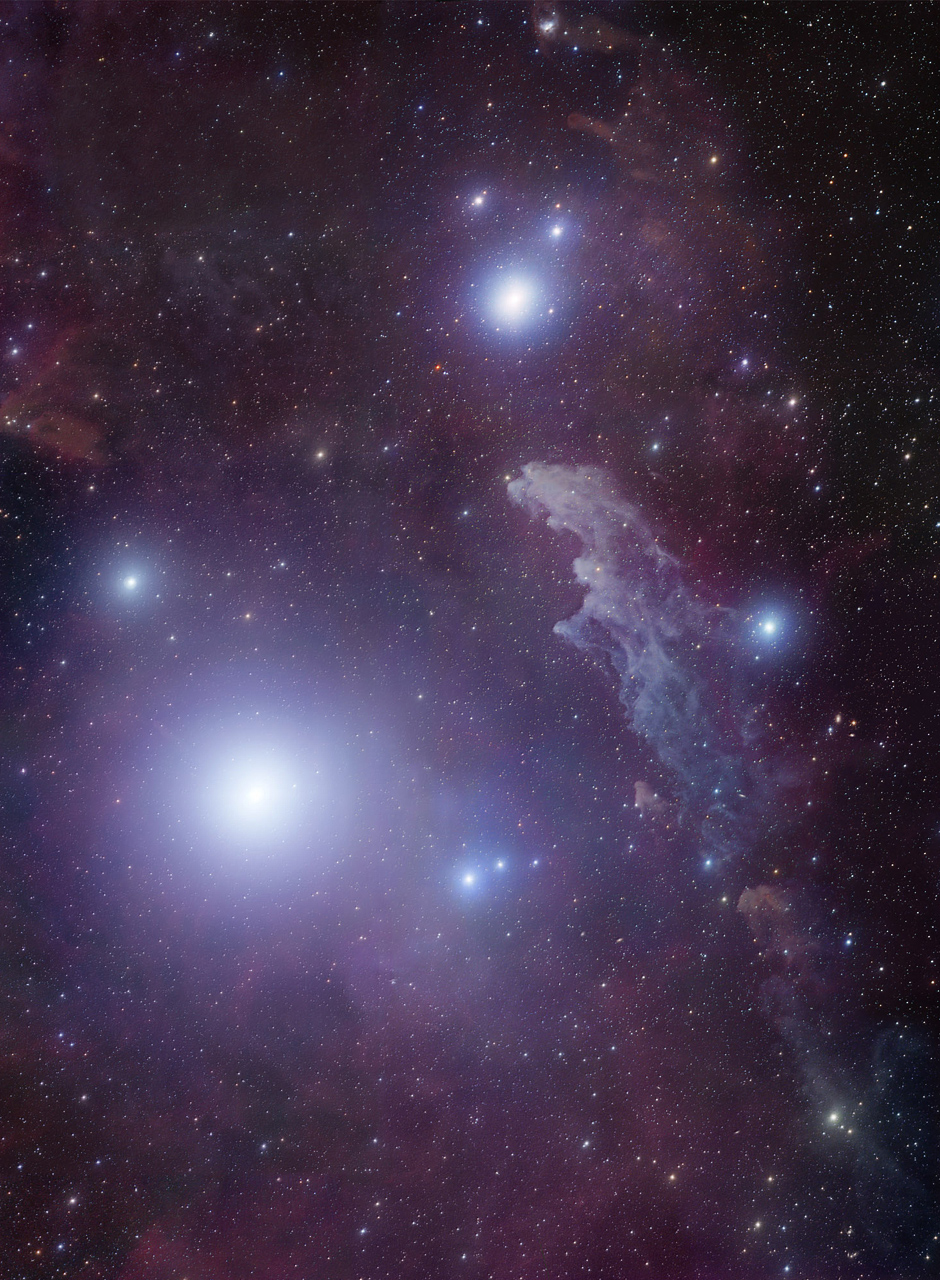
種族Iの恒星であるリゲルと、反射星雲 IC 2118

種族Iの恒星は、3つある種族の中で最も若く金属量が多い恒星であり、銀河系の渦状腕に最も一般的に見られるものである。メタルリッチ (metal-rich) な恒星とも呼ばれる。太陽は金属豊富な恒星の一例であり、中間的な種族Iの恒星だとみなされている。一方で太陽に似た恒星であるさいだん座ミュー星は太陽よりもずっと金属量が多い。
種族Iの恒星は一般に銀河系中心を離心率の小さい楕円軌道で回っており、相対速度は小さい。惑星、とりわけ地球型惑星は金属の降着によって形成されたと考えられているため、金属量の多い種族Iの恒星は他の2つの種族よりも惑星系を持ちやすいだろうとの仮説が立てられていた。しかしケプラー宇宙望遠鏡による太陽系外惑星の観測によると、小さい惑星は様々な金属量を持つ恒星の周りで発見されているのに対し、ガス惑星だと思われる大きな惑星は比較的金属量の多い恒星の周りに集中していることが分かっている。この発見は、巨大ガス惑星形成の理論にも影響を及ぼすものである。中間的な種族Iと種族IIの恒星の間には、中間的な円盤のグループが存在する。

#### 金属過剰星
メタルリッチな恒星の中でも金属量が常用対数表示で太陽比で+0.2以上（太陽の1.6倍以上に相当）の恒星は金属過剰星 (super metal-rich star, SMR star )と呼ばれる。金属過剰星は太陽系近傍では稀にしか存在しない。金属過剰星の金属量の高さは星の生まれた時代ではなく場所を反映したもので、これらの星は銀河円盤の内側領域に起源をもつと考えられている。銀河円盤では中心に近づくほど金属量が高くなるという勾配が存在しているため、太陽よりも銀河中心に近い領域では種族Iと同じ世代であっても金属量の大きい恒星が形成される。太陽系近傍の金属過剰星は通常の種族Iの恒星と異なり軌道離心率の高い軌道で銀河系内を公転している場合が多く、銀河中心に近い領域から何らかの理由で楕円軌道に弾き出され、太陽系近傍に飛来したものとみられている。著名な金属過剰星としてはしし座ミュー星やHR 1614がある。

### 種族II

銀河系の天体の分布の模式図。種族IIの恒星は銀河バルジと球状星団の中に見られる。

種族IIの恒星は、ヘリウムより重い元素の含有量が比較的少ない恒星である。金属欠乏星 (英: metal-poor star) と呼ばれる場合もある。これらの天体は宇宙の歴史の早い時期に形成された。中間的な種族IIの恒星は銀河系の中心部付近のバルジでは一般的な存在である一方、銀河ハローで発見されている種族IIの恒星はさらに年老いており、したがってより金属が欠乏している。球状星団もまた数多くの種族IIの恒星を含んでいる。種族IIの恒星は固有運動が非常に大きく、銀河内を高速で運動している。これは銀河形成の初期に生まれた星であるため、銀河を作ったガス雲が収縮する前の運動状態を残しているためであると考えられている。
種族IIの恒星の特徴として、これらの恒星は全体的な金属量が少ないにもかかわらず、種族Iの恒星と比べて鉄に対するアルファ元素 (酸素、ケイ素、ネオンなど) の比率が高いことが多いという点が挙げられる。現在の理論では、種族IIの恒星が形成された時点では星間物質への寄与はII型超新星によるものが重要であり、Ia型超新星による金属の供給は宇宙の進化の後期段階に起きたことがこの傾向の原因であることが示唆されている。
これらの非常に年老いた恒星は複数の異なるサーベイ観測の対象とされてきた。それらの例として、HK objective-prism survey や、元々は暗いクエーサーを観測対象として始まった Hamburg-ESO survey などがある。これらのサーベイ観測によって、これまでに10個の極金属欠乏星 (英: ultra metal-poor star, UMP star)、例えば Sneden's Star、Cayrel's Star や BD+17°3248 や、これまでに知られている中で最も年老いた恒星3つ (HE 0107-5240、HE 1327-2326、HE 1523-0901) が発見され詳細に調べられている。SDSS J102915+172927 は、2012年にスローン・デジタル・スカイサーベイのデータを用いて発見された時点では最も金属が欠乏した恒星として同定された。しかし2014年2月に、スカイマッパー望遠鏡を用いた天文サーベイデータから、より低い金属量を示す恒星 SMSS J031300.36−670839.3 が発見された。極端に金属量が少ないわけではないが、近傍にあり明るいため長く知られていた金属欠乏星としては、赤色巨星の HD 122563 や、準巨星の HD 140283 が挙げられる。

### 種族III

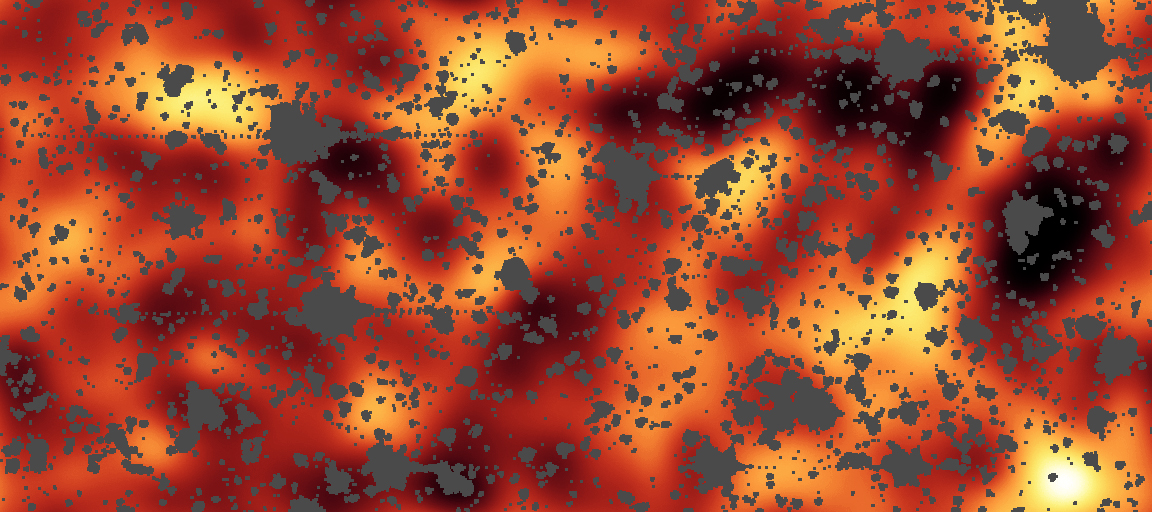
NASA のスピッツァー宇宙望遠鏡が観測した、種族IIIの恒星の光の可能性がある画像

種族IIIの恒星は、極めて重く高光度で高温の恒星からなる仮説上の分類であり、近傍の別の種族IIIの恒星が起こした超新星からの放出物が混入している可能性を除いてはほとんど金属を含まない。このような恒星は宇宙の非常に初期段階 (すなわち高赤方偏移) に存在した可能性があり、後の惑星形成や我々が知る生命に必要な、水素よりも重い元素の生成を開始したと考えられる。
種族IIIの恒星の存在は現代宇宙論から推測されるものであるが、これまでにはまだ直接観測されていない。これらの恒星が存在する間接的な証拠は、宇宙の非常に遠方にある重力レンズ銀河において発見されている。これらの存在は、ビッグバンでは生成されなかった重元素がクエーサーの放射スペクトル中に観測されていることの説明となる可能性がある。種族IIIの天体は、faint blue galaxy と呼ばれる暗くて青い銀河の構成要素であるとも考えられている。これらの恒星は、現在観測されている不透明度が低い状態を引き起こした、星間ガスの主要な相転移である、宇宙の再電離の引き金となったと考えられる。UDFy-38135539 という銀河の観測では、この銀河が宇宙の再電離の過程において役割を果たした可能性があることが示唆されている。ヨーロッパ南天天文台は、ビッグバンからおよそ8億年後の再電離の時期の非常に明るい銀河コスモス・レッドシフト7の中に、初期の種族の恒星が集まる明るい領域を発見している。この銀河のその他の領域は、より赤く後期に形成された種族IIの恒星である。いくつかの理論では、種族IIIの恒星には2つの世代が存在したことが提唱されている。

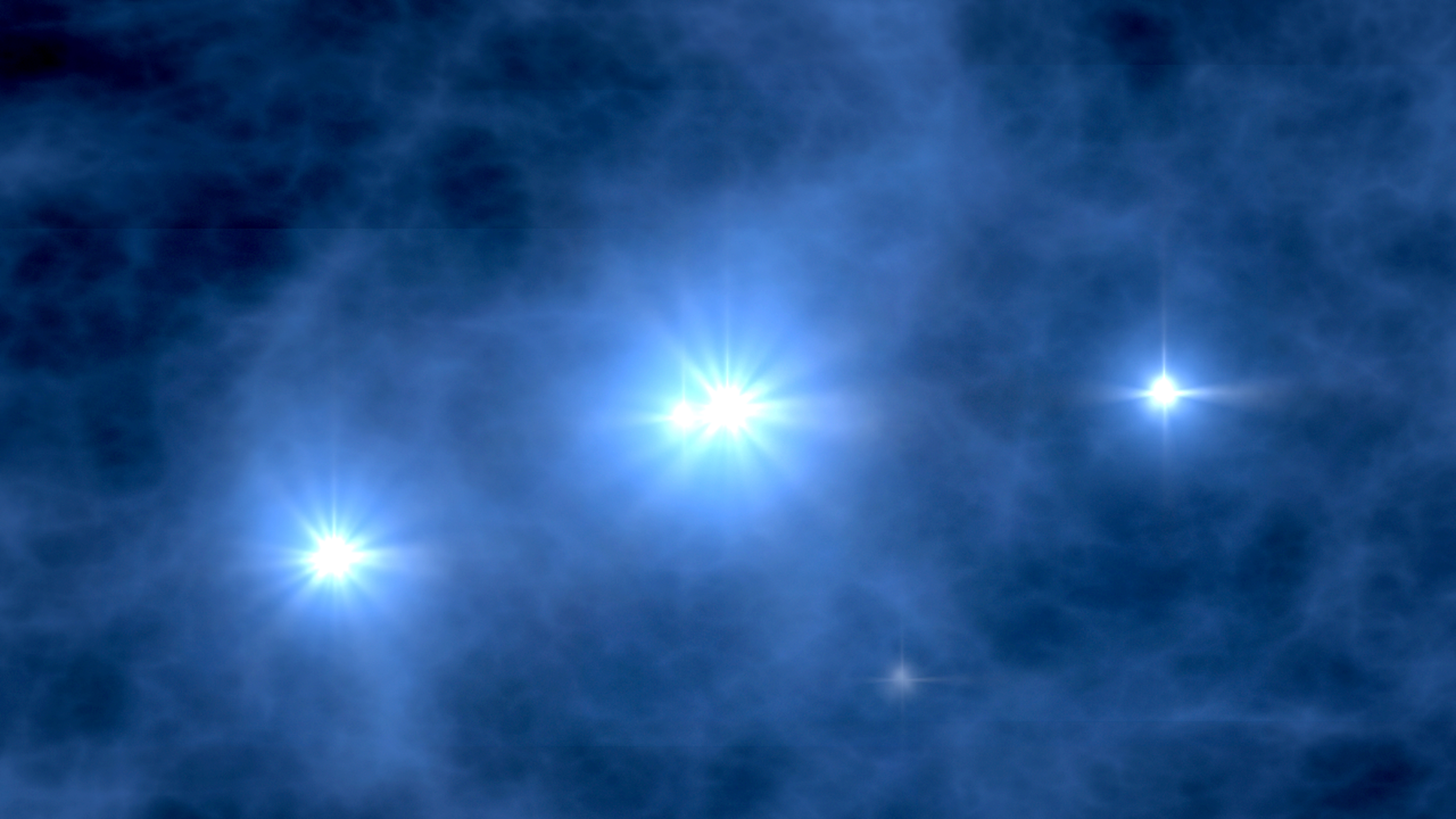
ビッグバンから4億年後の初代星の想像図

現在、初代星が非常に重かったかそうでなかったかについては説が分かれている。2009年と2011年に提案された理論では、初代星の集団は一つの重い恒星が複数のより小さい恒星に取り囲まれた構造になることが示唆されている。小さい方の初代星はもし形成された星団にとどまっていた場合、より多くのガスを集積するため現在まで生き残ることができない。しかし2017年の研究では，もしこの恒星の質量が0.8太陽質量以下でより多くのガスを集積する前に星団から放出された場合、現在まで生き延びることが可能となり、銀河系の中にも存在する可能性があることが示されている。
星形成の数値モデルに基づくと、ビッグバン後の重元素が存在せず温かい星間物質においては、現在一般的に観測される恒星よりも遥かに重い総質量を持つ恒星が容易に形成されうると考えられる。種族IIIの恒星の典型的な質量は太陽質量の数百倍になると予想され、これは現在の恒星よりもずっと大きい。理論モデルでは種族IIIの恒星の最大質量はおよそ1000太陽質量とされている。HE 0107-5240 などのような、種族IIIの恒星によって生成された金属を含んでいると考えられる極めて低金属量な種族IIの恒星のデータ解析からは、これら初代の金属を含まない恒星は太陽の 20-130 倍の質量を持っていたことが示唆されている。一方で楕円銀河に伴っている球状星団の解析では、非常に重い恒星が引き起こす対不安定型超新星が星団の金属組成に関与していることが示唆されている。このことは、軽い種族IIIの恒星の理論モデルが構築されているにもかかわらず、金属量がゼロの低質量星が発見されていない理由を説明できると考えられる。金属量がゼロの赤色矮星や褐色矮星を含む星団 (対不安定型超新星で形成された可能性がある) は暗黒物質の候補として提案されている。
種族IIIの恒星の検出は、NASA のジェイムズ・ウェッブ宇宙望遠鏡の目標の一つである。z = 6.60 に位置するコスモス・レッドシフト7中に観測されている恒星は種族IIIの恒星である可能性がある。